# Sunset Beat – Die Undercover-Cops
Sunset Beat – Die Undercover-Cops ist ein 1990 veröffentlichter Fernsehfilm mit George Clooney. Es war ein Pilotfilm zu einer 6-teiligen Serie um eine Gruppe von verdeckten Ermittlern.

## Handlung
Der Undercover Cop Chic Chesbro macht als Musiker getarnt in der Unterwelt von Los Angeles Recherchen, eines Tages findet er zufällig einen verunglückten LKW, dessen komplette Ladung aus Dollarscheinen besteht. Er ruft seinen Kollegen J.C. an und berichtet ihm von seinem Fund. Anschließend trifft er sich mit seinem Kollegen Bradley Coolidge, da er sich um seinen aktuellen Fall, einen geplanten Einbruch, kümmern muss. Nachdem die Diebe gefasst und festgenommen sind, wird Chesbro schon im Polizeirevier erwartet. Sein Fund hat das FBI alarmiert und nun muss er sich den Fragen des unangenehmen Agenten Hobbs zu stellen. Chesbro und seine drei motorisierten Kollegen sind noch eine recht neue Einheit und in der „Versuchsphase“. Entsprechend haben sie aufgrund ihres legeren Auftretens, das eher dem von Kleinganoven als von Polizisten ähnelt, bei Polizei und FBI nicht den besten Ruf.
Die Gangster, denen das Geld „gehört“, wollen es natürlich zurückhaben. Auf eine recht öffentlichkeitswirksame Art machen sie ihren Wunsch bekannt: Sie vergiften drei der ältesten Elefanten des städtischen Zoos und heften ihnen ihre Nachricht an: „Wir wollen das Geld zurück.“ Das FBI ist aufs höchste besorgt, will aber nicht mit den Undercover-Cops kooperieren, sondern den Fall allein übernehmen. Sie haben erfahren, dass ein Peter Schmidt an der Spitze einer Terroristenbande steht und hinter allem stecken soll. Nach der Aktion im Zoo, wird der engste Mitarbeiter des Bürgermeisters entführt und mit der gleichen Botschaft: eintätowiert auf der Brust, zurückgeschickt. Nachdem Peter Schmidt sein Ziel immer noch nicht erreicht, bedroht er vor laufender Kamera einen TV-Sprecher, woraufhin ein sofortiger Polizeieinsatz erfolgt. Während die uniformierten Kollegen von dem Gangstern schnell außer Gefecht gesetzt werden, können die Mitglieder der Spezialeinheit auf ihren Motorrädern den Flüchtenden verfolgen. Bradley Coolidge wird dabei verletzt und auch Chic Chesbro gerät in Gefahr, wird aber unerwartet von J.C. unterstützt. Kurz darauf lässt Schmidt J.C. entführen und wirft ihn aus einem Hubschrauber, mitten in ein Rockkonzert, was dieser nicht überlebt. Zudem bedroht Schmidt die Besucher des Konzerts inklusive den anwesenden Bürgermeister. Während das FBI nun auf die Forderungen eingeht und die LKW-Ladung freigibt, verhindern die vier Undercover Cops die Übernahme und bringen den Hubschrauber mit den Terroristen zur Explosion. J.C. Tod hält sie nicht davon ab, auch weiterhin in der Spezialeinheit aktiv zu sein.

## Hintergrund
Der US-Sender ABC drehte zwar Folgen, wagte aber nur, zwei davon zu senden. George Clooney witzelte später darüber: „Ich trug damals mein Haar ganz lang, um mich dahinter zu verstecken.“

## Kritiken
Film-Dienst schrieb, der Film sei ein „Polizeifilm, der die Versatzstücke des Genres gut“ mische. Er zeige „eine Prise Humor und ansonsten wenig Ambitionen“.
Die Kritiker der Fernsehzeitschrift TV Spielfilm kamen zu dem Urteil: „Extrem: lange Haare und Langeweile“ und zeigten den „Daumen nach unten“.
prisma.de wertete: „Einer jener durchschnittlichen Undercover-Stories, die heute nur noch durch Hauptdarsteller Clooney getragen wird. Denn hier [kann] man sich davon überzeugen, warum Clooney 1990 noch kein Superstar war.“
Bei kino.de war man der Meinung: „Sunset Beat [ist ein] Solider US-Fernsehkrimi, der das Leben einer Gruppe von Undercover-Cops vor dem Hintergrund zunehmender Drogenkriminalität zeigt. Wenige Verfolgungsjagden sorgen in der routiniert inszenierten Produktion für Abwechslung.“ Ein Film, der „der sich vorwiegend an ein Actionpublikum wendet.“ Zudem zeige er viel heute bekannte Schauspieler in einer sehr frühen Phase ihres Wirkens.